# Остроменчин-Кольонія (Мазовецьке воєводство)
Остроменчин-Кольонія (пол. Ostromęczyn-Kolonia) — село в Польщі, у гміні Плятерув Лосицького повіту Мазовецького воєводства.
У 1975-1998 роках село належало до Білопідляського воєводства.